# قانون عمر (مسلسل)
قانون عمر مسلسل مصري تم عرضه في شهر رمضان المبارك في 17 مايو 2018 وعدد حلقاته (30) حلقة مدة كل حلقة (45) دقيقة       

## قصة المسلسل
شاب يعمل كمهندس ميكانيكى في مركز لصيانة السيارات يكتشف أن زوجة مالك الورشة و مدير الحسابات يقومون بعمليات اختلاس و تزوير و بسبب محاولته تنبيه صاحب مركز الصيانه يقوما بتلفيق تهمه له و زجه بالسجن ليواجه صعوبات حتى يستطيع إظهار براءته.

## من اغاني المسلسل
- أغنية (اللي مالوش ضهر) غناء حماده هلال [8]

كلمات أغنية (اللي مالوش ضهر):- 
آه ع اللي مالوش ضهر ومش عارف يلاقيها منين
آه من حظه كمان ان زمانه من غير قوانين
بيحاسب على حسابات غيره
ولا عمره اتحكم في مصيره
بيحاسب على حسابات غيره
ولا عمره اتحكم في مصيره
والدنيا بسرق عيني عينك من عمره سنين
والدنيا بسرق عيني عينك من عمره سنين
ياعيني عليه اللي زمانه ديماً معاديه
مغلوب على أمره وبيبعه أقرب ناس ليه
ده زمان كداب مفيش ولا حد فيه مضمون
وبدون أسباب هتلقى في ناس كتير بتخون
آه طول عمر الدنيا بتوعدنا بس متوفيش
آه بتعشم فينا واهو بيرسم كله على مفيش
قانون الدنيا قانون غابة يتنفذ بس على غلابة
تتهد حياتنا عشان ناس تانية تعيش
- أغنية (سلام يا غالية) غناء حماده هلال [10]

كلمات أغنية (سلام ياغالية)؛- 
سلام يا غالية معادتش بعدك حد غالي سلام يا غالية كنت بعيش على دعوة حلوة بتدعيهالي
يارب أنا كان نفسي بس تخليهالي
يا واجعة قلبي يا حبيبتي طب ياريتني انا اللي متت كنتي جنبي وفجاة غيبتي مشيتي ليه ليه ده انا انكسرت
روحي لجنة ربنا الجنة أحسن من هنا مفيش آلم ومفيش عذاب
سلام يا حتة سكرة الجنة ليكي منورة يالا ادخليها من غير حساب سلام يا غالية سلام يا غالية.

## طاقم العمل

### الممثلين
- حماده هلال
- إيمان العاصي
- إيهاب فهمي
- فاطمة ناصر
- حسن عبدالله
- محمد ياقوت
- علي عماد
- أحمد مكاوي
- محمود بشير
- هويدا السودانية
- سلافة غانم
- وليد نجم
- محمد الكوتي
- أحمد أبو ظريفة
- كمال السيد
- ضحى عادل
- تامر سمير
- رشا أمين
- محمد العمروسي
- أحمد الشوربجي
- سامح فكري
- عمرو حسين
- علا الموازيني
- حامد الشرقاوي
- عمرو سرحان
- إيناس الليثي
- سناء شافع
- أشرف زكي
- باسم سمير
- جاسمين معتمد
- سميحة عبدالهادي
- نسمة بهي
- نور الصيرفي
- أحمد عبدالفتاح
- أسيل أيمن
- محمود هنري
- سيد حسين
- إنجي القمبشاوي
- صابر إمبابي
- محسن صبري
- أحمد المهندس
- هبة السيد
- صفوت الغندور
- سارة هاشم
- مصطفى درويش
- لمياء كرم
- عبدالحكيم خليل
- ملك هاني
- كاميليا حسين
- عصام إبراهيم
- وليد أبو زيد
- ممدوح سالم
- هشام منصور
- إسلام جمال
- جمال يوسف
- محمد فرغلي
- محمد خطاب
- احمد عبداللاه
- سعيد عبداللاه
- علاء عبدالعزيز
- فاروق الغمراوي
- كريم كوجاك
- عبدالرحيم حسن
- ناجي سعد
- نوال سمير
- عيد أبو الحمد
- عبدالحميد سند
- محمد أبو الوفا
- مصطفى أبو سريع
- رامي الطمباري
- حجاج عبدالعظيم
- أحمد عصام
- أيمن الشيوي
- عواطف حلمي
- حمادة بركات
- لقاء سويدان
- محسن منصور
- فتوح أحمد
- ليلى حسين
- سعيد المغربي

### إخراج
- أحمد شفيق. (مخرج)
- علاء وجدي (مخرج منفذ)
- أحمد وحيد محب.   (مساعد أول إخراج)
- حنان الشربيني.   (مساعد مخرج)
- سيد إبراهيم الشرقاوي   (مساعد مخرج)

### إنتاج
- سيدرز آرت برودكشن (صباح إخوان) (منتج)
- صادق الصباح (صادق أنور صباح) (منتج)
- عمرو عزقلاني.   (مدير إنتاج)
- علي حسن   (منتج فنى)
- أنور صادق صباح (مشرف على الإنتاج)
- رمضان السمان (مدير إدارة الإنتاج)
- شريف شحاته (مدير إدارة الإنتاج)

### مونتاج
- احمد علاء   (مونتير)
- سالم درباس

### تأليف وسيناريو وحوار
- فداء الشندويلي (المؤلف)
- محمد عبد الهادي (حوار)

### دعاية
- عمرو عاصم   (الإعلان التسويقي)

### موسيقى
- محمود طلعت (موسيقى تصويرية)

### صوت
- إسلام عبد السلام. (مهندس صوت)
- مصطفى شعبان

### الإشراف العام
- علي أنور صباح

### التوزيع
- زياد الخطيب (مدير التسويق والمبيعات)
- رانيا حداد (إدارة التسويق)
- لما صباح وهبه (إدارة التسويق)
- أنور صادق صباح (إدارة تسويق الحقوق الرقمية)

### التصوير
- عمر فتحي (مدير التصوير)
- عمر إنسان (مدير موقع التصوير)

### الديكور
- أيمن فتحي (اشراف فني على الديكور)
- هاني صلاح. (مهندس الديكور)
- عباس صابر. (اكسسوار)
- محمد حرس. (منسق مناظر)

### مكساج
- اسلام عبد السلام
- محمد صلاح

### الجرافيكس
- مانوليس إبراهيم